# ويسثوس مارموتير
ويسثوس مارموتير (بالفرنسية: Westhouse-Marmoutier)‏ هي بلدية تقع في إقليم الراين الأسفل من منطقة ألزاس في شمال شرق فرنسا. تبلغ مساحة هذه المدينة 3.96 (كم²)، يبلغ عدد سكانها 256 نسمة حسب إحصاء المعهد الوطني للإحصاء والدراسات الاقتصادية سنة 2009 م. وترأس Jean Claude Haettel البلدية خلال فترة (2005-2008).

## وصلات خارجية
- صفحة البلدية على موقع المعهد الوطني للإحصاء والدراسات الاقتصادية (بالفرنسية)